# Chemická vazba

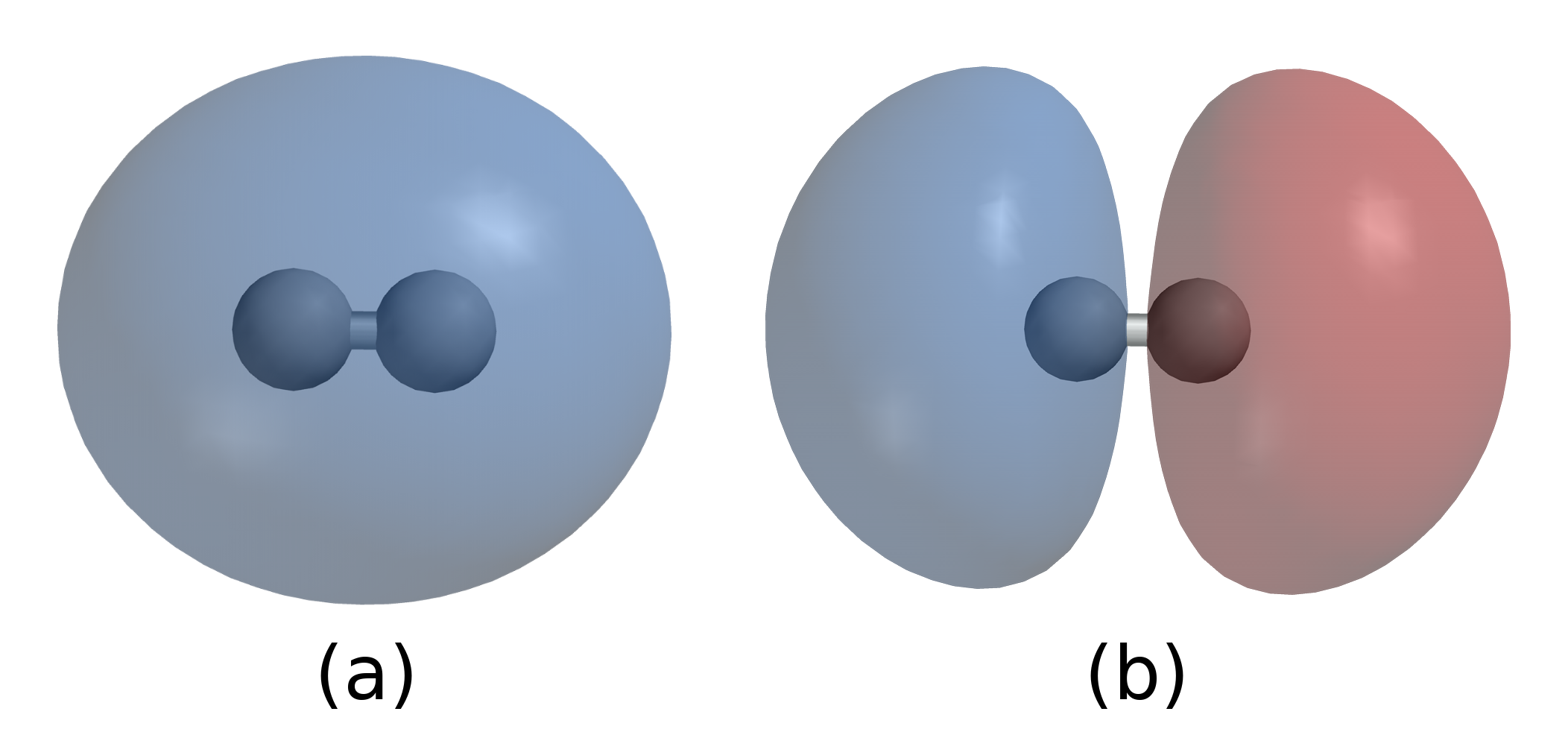
Chemická vazba mezi dvěma atomy vodíku. a) σ vazebný orbital b) σ protivazebný orbital

Chemická vazba je silová interakce poutající navzájem sloučené atomy, která je energeticky stabilizuje a vede ke vzniku molekuly. Vzniklá molekula má potom nižší energii, než měly původní atomy před sloučením. Základ všech vazeb spočívá ve společném sdílení nebo předávání vazebných elektronů příslušnými částicemi.

## Parametry chemické vazby
Vazebná energie – energie, která se uvolní při vzniku vazby, čím větší je její hodnota, tím pevněji jsou atomy k sobě vázány. Vyjadřuje se v jednotkách energie, nejčastěji v elektronvoltech. Z praktických důvodů se vztahuje na energii jednoho molu, pak se udává v jednotkách kJ/mol.
Disociační energie vazby – energie, kterou je nutno dodat, aby se opět vazba rozštěpila. Na základě zákona o zachování energie je číselně rovna energii, která se uvolnila při vzniku vazby, ovšem má opačné znaménko.
Délka vazby – mezijaderná vzdálenost (vzdálenost mezi středy atomů spojených vazbou). Nelze ji vypočítat z teorie, lze ji změřit. Zjišťuje se metodami elektronové a neutronové difrakce, difrakce rentgenových paprsků nebo metodami spektrálními. Vyjadřuje se v pikometrech. Závisí na rozměrech jednotlivých atomů, řádu vazby (vazba vyššího řádu je kratší), typu hybridizace překrývajících se atomových orbitalů (větší podíl orbitalů s zkracuje délku vazby).
Pevnost vazby – značně roste s narůstajícím vazebným řádem (násobností)

## Dělení vazeb
Obecné dělení:
- Kovalentní vazba – je vazba mezi atomy buď stejných nebo různých prvků. Vzniká překrytím jejich valenčních atomových orbitalů, které jsou obsazeny každý jedním elektronem opačného spinu. Vzniklý vazebný pár je pak sdílen oběma atomy.
- Koordinačně-kovalentní vazba (DA vazba) – vzniká překrytím orbitalu obsazeným elektronovým párem (dárce elektronového páru = donor) s prázdným (vakantním) orbitalem (příjemce elektronového páru = akceptor). Tento typ vazby má stejné vlastnosti jako vazba kovalentní, liší se pouze způsobem vzniku. Nejčastěji se vyskytuje u komplexních sloučenin, většinou ji vytvářejí d-prvky.
- Zpravidla se zvlášť vyčleňuje iontová vazba (někdy řazená pod polární kovalentní vazby), kterou je vhodnější popisovat jako elektrostatické působení mezi elektricky nabitými ionty. Vzniká zpravidla úplným přesunem elektronového páru na stranu atomu elektronegativnějšího prvku, ale ionty mohou vznikat i jinými fyzikálními mechanismy a teprve potom vstoupit do vazby.
- V silných magnetických polích (105 T, přirozeně se vyskytujících pouze ve vesmíru, např. v blízkosti bílých trpaslíků i dalších hvězdných objektů) mohou být atomy v molekulách vázány i tzv. kolmou paramagnetickou vazbou, obdobnou kovalentní vazbě, ale založenou na stabilizaci vazebných orbitalů kolmo k vnějšímu magnetickému poli.[1][2]

Částice látky v pevném skupenství mohou být vázány ještě dalšími typy vazeb, které se však zpravidla neoznačují za „chemické“, protože jimi nevznikají molekuly sloučenin:
- Kovová vazba – charakteristická pro kovy. Nejjednodušší model kovové vazby předpokládá, že se krystal kovů skládá z kationtů rozmístěných v pravidelné prostorové mřížce. Valenční elektrony jsou volně pohyblivé, označují se často jako elektronový plyn. Překrýváním energeticky stejných valenčních elektronových orbitalů v krystalu kovu vznikají společné energetické pásy. V těchto pásech se mohou elektrony volně pohybovat a dodávat tak látce specifické vlastnosti kovů - lesk, velkou elektrickou a tepelnou vodivost, kujnost a tažnost i jejich chemické vlastnosti.
- Slabé vazebné interakce – patří mezi mezimolekulové interakce, ovlivňují též prostorovou konfiguraci molekul.

### Dělení vazeb podle polarity
Polarita chemické vazby je dána nerovnoměrným rozdělením elektronové hustoty v molekule v důsledku rozdílné elektronegativity atomů:
- Nepolární vazba – mezi atomy stejného prvku nebo mezi atomy s velmi malým rozdílem elektronegativit. Elektronová hustota je rovnoměrně rozdělena mezi oba partnery. Rozdíl elektronegativit je menší než 0,4. Např. H-H, Cl-Cl.
- Polární vazba – elektronová hustota je nerovnoměrně rozdělena mezi partnery. Rozdíl elektronegativit v intervalu 0,4–1,7. Dochází k posunu vazebných elektronů k atomu s vyšší elektronegativitou, který se jeví jako parciálně (částečně) záporně nabitý, „nedostatek“ elektronů u druhého atomu způsobí, že je parciálně kladně nabitý. Vzniká dipól. Např. H-O, H-Cl.
- Iontová vazba – je v podstatě extrémně polární kovalentní vazba, výsledkem vazby je téměř úplný přesun elektronového páru na stranu elektronegativnějšího prvku, vznikají iontové sloučeniny. Rozdíl elektronegativit je větší než 1,7.

### Dělení vazeb podle výskytu hustoty elektronového páru (neboli prostorového uspořádání)
- vazba σ (sigma) – největší elektronová hustota je na spojnici jader obou vázaných atomů, je z uvedených typů vazeb nejpevnější
- vazba π (pí) – největší elektronová hustota je mimo spojnici jader obou vázaných atomů, setkáváme se s ní u tzv. násobných kovalentních vazeb
- vazba δ (delta) – vzniká překrytím dvou orbitalů d, největší elektronová hustota leží opět mimo spojnici jader obou vázaných atomů, tato vazba je slabší než vazba typu π a vyskytuje se např. v kovových krystalech

### Dělení vazeb podle násobnosti
- Jednoduchá vazba je tvořena jednou vazbou σ. Sdílení jednoho elektronového páru. Na vzniku se podílí od každého z vázaných atomů jeden valenční elektron.
- Dvojná vazba je tvořená jednou vazbou σ a jednou vazbou π (v případě π vazeb je největší hustota elektronů v rovinách kolmých ke spojnici jader). Sdílení dvou elektronových párů. Na vzniku se podílí od každého z vázaných atomů dva valenční elektrony.
- Trojná vazba je tvořena jednou vazbou σ a dvěma vazbami π. Sdílení tří elektronových párů. Na vzniku se podílí od každého z vázaných atomů tři valenční elektrony.
- Čtverná vazba je tvořena sdílením čtyř elektronových párů. Protože obsahuje vazbu δ, mohou tento typ vazby vytvářet pouze přechodné kovy. Je poměrně vzácná, popsána byla např. ve sloučeninách molybdenu a ruthenia.
- Byly již popsány i případy chemické vazby vykazující charakter paterné a šesterné vazby.[3]

## Teorie vazeb
Existuje několik teorií, které popisují chemickou vazbu, mj.:

Příklad zápisu chemických vazeb podle teorie G. N. Lewise

- První kvantově chemickou teorii vypracoval v roce 1916 G. N. Lewis. Principem bylo společné sdílení elektronového páru dvěma atomy, čímž dochází ke stabilizaci elektronových orbitalů (snaha o doplnění oktetu). Dvojice elektronů, které jsou spárovány, ale neúčastní se chemické vazby, jsou volné elektronové páry. Tato teorie byla později zdokonalena a nazývá se VB teorie (valence-bond theory). Vazebný pár je vyjádřen vlnovou funkcí, která byla odvozena od vlnových funkcí oddělených atomů.
- Na základě VB teorie byla zavedena metoda hybridizace – popisuje pouze fenomenologicky vytvoření určité geometrie molekul na základě složení vlnových funkcí energeticky podobných orbitalů, které pak vstupují do tvorby chemických vazeb. Tato teorie nemá žádný matematický aparát, proto je její použití omezené. Hybridizované orbitaly jsou degenerované (energeticky rovnocenné), v důsledku toho jsou rovnocenné i vazby vycházející z hybridizovaných orbitalů, jak mezi sebou, tak i s volnými elektronovými páry
- LCAO-MO (linear combination of atomic orbitals – molecular orbital) – tato teorie popisuje vznik chemické vazby (molekulového orbitalu) pomocí lineární kombinace vlnových funkcí atomových orbitalů.

## Předpoklady vzniku vazby
1. dostatečné přiblížení atomu, kdy dochází k překrytí valenčních orbitalů
2. počet, energie a prostorové uspořádání elektronů musí umožnit vznik elektronového páru

Při vzniku vazby se soustava izolovaných atomů dostane do minima své potenciální energie. Nedojde-li ke vzniku vazby, jedná se o tzv. nevazebnou interakci, potenciální energie roste se snižující se vzdáleností a atomy se odpuzují.